# Festival du film de Hollywood
Le festival du film de Hollywood (Hollywood Film Festival) est un festival de cinéma américain créé en 1997 et qui se déroule chaque année à Hollywood (Californie) au mois d'octobre.
Le festival est aussi l'occasion de remettre les Hollywood Film Awards.

## Historique
Le festival est créé en 1997 par le producteur Carlos de Abreu et sa femme, l'ancien mannequin Janice Pennington, pour faire le lien entre les studios hollywoodiens établis, les cinéastes indépendants et la communauté internationale des créateurs,. 
Il est décliné en plusieurs catégories :
- Hollywood Animation Film Festival (animation)
- Hollywood Comedy Film Festival (comédie)
- Hollywood Digital Film Festival (numérique/3D)
- Hollywood Documentary Film Festival (films documentaires)
- Hollywood Horror Film Festival (films d'horreur)
- Hollywood Independent Film Festival (films indépendants)
- Hollywood International Film Festival (films internationaux)
- Hollywood Kids Film Festival (films pour enfants)
- Hollywood Shorts Film Festival (courts métrages)
- Hollywood World Film Festival (films du monde)

## Hollywood Film Awards
Les Hollywood Film Awards sont des récompenses cinématographiques américaines décernées chaque année en octobre ou novembre de 1997 à 2019  au Beverly Hilton Hotel de Beverly Hills dans le cadre du festival du film de Hollywood.
La cérémonie de 2014 a été la première diffusée à la télévision (sur CBS),. Le 6 novembre 2016, la 20e cérémonie a été présentée par James Corden,.
Les lauréats sont pré-sélectionnés par un panel représentatif de l'industrie cinématographique (agents, publicitaires, producteurs) selon l'importance de leur contribution à l'art du cinéma et départagés par les membres du bureau du festival. Il n'y a donc pas de nominations multiples. 
Le manque de transparence dans le processus de sélection ainsi que la propension à récompenser des films avant leur sortie ont peu à peu décrédibilidsé l'importance des prix,. Le Los Angeles Times estime ainsi que « le processus de sélection peut être charitablement décrit comme “vague”, le critère principal étant la promesse des lauréats d'être présents à la cérémonie ». Ils ne sont plus remis régulièrement depuis 2019.

### Catégories

#### Récompenses principales
- Meilleur film (Hollywood Film Award)[n 1] - depuis 2001
- Meilleur superproduction (Hollywood Blockbuster Award) - depuis 2014
- Meilleur film documentaire (Hollywood Documentary Award) - depuis 2014
- Meilleur film d'animation (Hollywood Animation Award) - depuis 2002

- Meilleur acteur (Hollywood Actor Award) - depuis 1999
- Meilleure actrice (Hollywood Actress Award) - depuis 1999
- Meilleur acteur dans un second rôle (Hollywood Supporting Actor Award) - depuis 2003
- Meilleure actrice dans un second rôle (Hollywood Supporting Actress Award) - depuis 2003
- Meilleure distribution  (Hollywood Ensemble Award)[n 2] - depuis 2005
- Meilleure interprétation masculine (Hollywood Breakout Performance Actor Award)[n 3] - depuis 2001
- Meilleure interprétation féminine (Hollywood Breakout Performance Actress Award)[n 4] - depuis 2001
- Meilleure interprétation d'ensemble (Hollywood Breakout Ensemble Award) - depuis 2015
- Révélation hollywoodienne (New Hollywood Award)[n 5] - depuis 2008

- Meilleur réalisateur (Hollywood Director Award) - depuis 1998
- Meilleur nouveau réalisateur (Hollywood Breakthrough Director Award)[n 6] - depuis 2002
- Meilleur scénariste (Hollywood Screenwriter Award) - depuis 2002
- Meilleur nouveau scénariste (Hollywood Breakthrough Screenwriter Award) - depuis 2008
- Meilleure direction artistique  (Hollywood Production Design Award) - depuis 2000
- Meilleurs costumes (Hollywood Costume Design Award)[n 7] - depuis 2004
- Meilleurs maquillage et coiffure (Hollywood Make-Up & Hair Styling Award) - depuis 2004
- Meilleur photographie (Hollywood Cinematography Award)[n 8] - depuis 2001
- Meilleurs effets visuels (Hollywood Visual Effects Award) - depuis 2003
- Meilleur son (Hollywood Sound Award) - depuis 2005
- Meilleur monteur (Hollywood Editor Award)[n 9] - depuis 1999
- Meilleur compositeur (Hollywood Film Composer Award)[n 10] - depuis 1998
- Meilleure chanson (Hollywood Song Award)[n 11] - depuis 2000
- Meilleur producteur (Hollywood Producer Award) - depuis 1998

Récompense spéciale
- Prix d'excellence pour l'ensemble de la carrière (Hollywood Career Achievement Award)[n 12] - depuis 1997

#### Récompenses ponctuelles
Un certain nombre de récompenses sont décernées de façon plus ponctuelle, parmi lesquelles :
- Meilleur acteur de comédie (Hollywood Comedy Award) - 2008-2017
- Meilleure comédie (Hollywood Comedy Film Award) - 2014
- Hollywood Outstanding Achievement in Acting Award - 1999-2003
- Hollywood Community Service Award - 1999-2000
- Hollywood Comedy Ensemble Award - 2017
- Hollywood Foreign Language Film Award - 2017
- Hollywood Casting Director Award - 1999-2006
- Hollywood Humanitarian Award - 2001-2010
- Hollywood Film Preservation Award - 2003-2006
- Hollywood Innovator Award - 2010
- Hollywood International Award - 2014
- Hollywood Leadership Award - 2002-2006
- Hollywood Legend Award - 2013
- Hollywood Spotlight Award - 2009-2016
- Hollywood Filmmaker Award - 2019

Récompenses spéciales
- Hollywood Visionary CyberAward - 1997
- Hollywood Awards Tribute - 2010
- Hollywood Discovery Award - 2010
- Hollywood Visionary Award - 2000